# Séduction meurtrière
Pour plus de détails, voir Fiche technique et Distribution.
Séduction meurtrière (Cupid's Prey) est un film américano-néo-zélandais réalisé par Dale G. Bradley sorti en 2002.

## Synopsis
Jeune, belle et intelligente, Rebecca Swain se prépare à un séjour romantique dans la famille de son riche petit ami, le séduisant Matt Wetherton. Si le week-end commence agréablement, la tension monte rapidement, entretenue par les très entreprenants parents de Matt. De plus en plus inquiète, Rebecca apprend que sa chambre fut, quelques années plus tôt, occupée par une jeune femme sauvagement assassinée par un tueur demeuré introuvable.

## Fiche technique
- Réalisation : Dale G. Bradley
- Scénario : Lynne Moses
- Date de sortie :
- Pays : États-Unis, Nouvelle-Zélande
- Production : Film Knights, Regent Entertainment

## Distribution
- Joanna Pacula (VF : Marie-Martine Bisson) : Iris Wetherton
- Jack Wagner : Jeremy Wetherton
- Owen Black (VF : Alexandre Gillet) : Steve
- Katrina Browne : Rebecca Swain
- Glen Drake : Matt Wetherton
- Judy Rankin : Berta
- Noel Appleby : Herbert
- Julia Ryan : Janet Swenson
- Gilbert Goldie : Roger
- Terri De'ath : Madame Burke
- Geoff Snell : le professeur Duggan
- Jan Saussey : Madame Duggan
- Julia Dryburgh : Julie
- Scott Harding : le gardien de sécurité
- Bruce Burfield : le détective
- Peter Rowley : le policier

## Production

### Lieux de tournage
Le film a été tourné en Nouvelle-Zélande.